# Csánk
Csánk (szlovákul: Čankov) közigazgatásilag Léva város része, korábban önálló falu Szlovákiában, a Nyitrai kerület Lévai járásában.

## Fekvése
Lévától 8 km-re délkeletre, az Ipolyságra menő út mellett fekszik.

## Története
1270-ben „Chunk" alakban említi először oklevél. A falu neve a Chonk személynévből származik. A hagyomány szerint már a 12. században állt egy kápolna a faluban. Temploma a 14. században épült gótikus stílusban, később többször átépítették. Birtokosai a Simonyi, Lévai Cseh, Eszterházy, majd a Schoeller családok voltak. 1715-ben 17 háztartás volt a faluban, ebből 11 magyar és 6 szlovák. 1785-ben 344 lakos élt a községben.
A 18. század végén Vályi András így ír róla: „CSANK. Tót falu Hont Vármegyében, földes Ura Hertzeg Eszterházy Uraság, lakosai katolikusok, és evangelikusok, fekszik térségen Nagy Kereskénynek szomszédságában, ’s ennek filiája, Báttól más fél mértföldnyire, minden első Osztálybéli javai lévén, ugyan az első Osztályba tétetett."
Fényes Elek geográfiai szótórában: „Csank, tót falu, Honth vgyében. Lévához 1 mfd. 24 kath., 350 evang. lak. Evang. templ. Szőlőhegy. Mészégetés. F. u. h. Eszterházy. Ut. p. Léva."
Hont vármegye monográfiája szerint: „Csank, tót-magyar kisközség, 109 házzal és 498 túlnyomóan ág. ev. vallású lakossal; postája helyben van, vasúti és táviróállomása Léván. Nevét Chenk alakban már 1275-ben említi oklevél, a mikor a Simonyi család őseit uralta. A XIV. századbeli oklevelekben Chank, Chonk, majd Csank alakban akadunk a nevére. 1392-ben Leökös fiát, István mestert iktatták a birtokba, de 1428-ban már Lévai Cseh Péter kapott rá adományt és a lévai vár birtokai közé osztotta be. Az újabb századokban a herczeg Esterházy család szerezte meg, melytől Schoeller lovag vásárolta meg. A falubeli evangelikus templom építési ideje ismeretlen."
A trianoni békeszerződésig Hont vármegye Báti járásához tartozott. 1938 és 1945 között újra Magyarország része.

## Népessége
1850-ben 237 lakosából 186 magyar és 81 szlovák.
1880-ban 366 szlovák, 31 magyar anyanyelvű lakosa volt.
1890-ben 351 szlovák, 85 magyar anyanyelvű lakosa volt.
1900-ban 264 szlovák, 226 magyar anyanyelvű lakta.
1910-ben 295 magyar, 166 szlovák anyanyelvű lakta.
1921-ben 315 csehszlovák és 126 magyar lakta.
1930-ban 477 csehszlovák, 5 magyar lakosa volt.
1941-ben 305 magyar és 138 szlovák lakta.

## Nevezetességei
- Evangélikus temploma eredetileg 14. századi gótikus stílusú katolikus templom volt, 1731-ben barokk stílusban átépítették, majd 1882-ben megújították, 1930-ban pedig szecessziós stílusú lett.
- A plébánia 1876-ban épült.

## Híres személyek
- Itt született 1838-ban Miroslav Kovalevský neves szlovák pedagógus, pedagógiai szakíró.
- Itt tanult Šarlota Drahošová (1951) levéltáros, igazgató.

## Lásd még
- Léva
- Génye
- Hontkiskér
- Hontvarsány
- Horhi